# Louis Gast
Louis Gast (* 17. August 1819 in Wittenberg; † 18. April 1882 in Dresden) war Kaufmann und Ehrenbürger von Wittenberg.

## Leben
Louis Gast wurde am 17. August 1819 in Wittenberg geboren. Gast gründete in Wittenberg zunächst ein Ausschnittwarengeschäft. Da dieses Geschäft schlecht lief, löste Gast dieses im August 1847 auf. Stattdessen übernahm er von seinem Bruder die Haupt Agentur der Magdeburger Feuer Versicherungsgesellschaft. In seinem siebenunddreißigsten Lebensjahre wechselte Gast 1856 als Geschäftsmann nach Dresden, wo er am 18. April 1882 verstarb.
Preußen hatte nach den Kriegen von 1864 bis 1871 sein Augenmerk auf die Stabilisierung seiner Macht gerichtet und setzte dafür alle Mittel ein, dadurch wurden die Bildungsmöglichkeiten besonders für die ärmere Bevölkerung vernachlässigt. Gast kannte das Elend, deshalb schenkte er am 10. Mai 1871 der Wittenberger Fortbildungsschule 500 Taler, „um armen Kindern unentgeltlichen Unterricht zu verschaffen“. Später erhielt diese Schule noch einmal 300 Mark. Das Gymnasium, damals ausgesprochene Standesschule, konnte von den armen Schülern nicht besucht werden. Hier griff er ein und überwies an den Rat der Stadt Wittenberg 3000 Mark, damit auch Minderbemittelte eine höhere Bildung genießen konnten. Für die „Kinderbewahranstalt“ der früheren Gemeinde Kleinwittenberg übergab Gast 200 Taler für die Errichtung selbst, und weitere 100 Taler sollten der Anschaffung von Lehrmaterial dienen. Gasts Grundeinstellung kommt besonders bei der Überweisung von 5000 Mark Kapital zum Ausdruck, als er am 17. August 1880 bestimmte, dass von den Zinsen von jährlich 200 Mark männliche oder weibliche tüchtige Arbeiter prämiert werden sollten, doch klammerte er bewusst „Staats- sowie städtische Beamte, Militärs, Personen adliger Abkunft und solche, die eine Pension erhalten“ davon aus.
Am 11. Juli 1871 erklärte sich Gast bereit durch den Ankauf und die Schenkung einer Anzahl von Büchern eine Bibliothek in seiner Heimatstadt zu gründen. Den Grundstock der am 1. Januar 1872 eröffneten Volksbibliothek Wittenberg bildeten 136 Bücher„lehrreichen und nützlichen“ Inhalts. Gast steuerte außerdem 100 Taler für Neuanschaffungen bei. Zunächst befand sich die Bibliothek in einem Klassenzimmer der Knabenschule in der Jüdenstraße und wurde nur eine Stunde pro Woche geöffnet. Im Jahre 1873 schenkte er abermals 100 Taler, mit der Bestimmung, dass die Zinsen dieses Kapitals zur Ergänzung und Erweiterung der Bibliothek verwendet werden sollen. Allmählich nahm die Zahl der Leser zu und die Anzahl der Bücher wuchs, durch weitere freiwillige Spenden, 1875 auf 568 Bände und 1882 auf 1250 Bände an. So hatte Louis Gast 1881 dazu nochmals der Bibliothek eine Summe von 3000 Mark zukommen lassen. Im Jahre 1916 siedelte die Volksbibliothek in die bürgerliche Mädchenschule über, am 1. August wechselte der Standort in das Bankhaus Gröting am Markt (einst Rosa-Luxemburg-Straße 39) und seit dem 30. April 1964 befindet sich diese in der Schlossstraße 7 als Stadtbibliothek der Lutherstadt Wittenberg.
Am 8. November 1875 schenkte Gast der Stadt Wittenberg eine beträchtliche Summe Geld, die für Wohltätigkeitszwecke verwandt werden sollte. Der damalige Bürgermeister Schild berief deshalb für den 26. November eine Sitzung mit den Vorständen der zu dieser Zeit in der Stadt bestehenden Wohltätigkeitsvereine ein. Die Vorstände der Lutherstiftung, des Vaterländischen Frauenvereins, des Evangelischen Jünglingsvereins, der Kleinkinderbewahranstalt und des Knaben-Rettungshauses beschlossen gemeinsam, das in der Stadt vorhandene und noch nicht gebundene Kapital aller Wohltätigkeitsstiftungen zusammenzulegen und die Errichtung eines Altersheims anzustreben. In der Folge dieser Initiative wurde das Kaiser Wilhelm Augusta Hospital gegründet. Das sich als städtisches Altersheim der Lutherstadt Wittenberg, immer noch an der Ecke Berliner Straße/Breitscheidstraße befindet.
„Wegen des seiner Vaterstadt geschenkten warmen Interesses, insbesondere auch wegen der von ihm gegründeten und durch Spendung eines Kapitals geschenkten Volksbibliothek“ wurde Louis Gast am 23. Dezember 1874 die Ehrenbürgerwürde verliehen. Die Gaststraße in dem Wittenberger Ortsteil Friedrichstadt trägt heute seinen Namen.